# Тере дел Рено
Тѐре дел Рѐно (на италиански: Terre del Reno) е община в Северна Италия, провинция Ферара, регион Емилия-Романя. Административен център на общината е градче Сант'Агостино (Sant'Agostino), което е разположено на 15 m надморска височина. Населението на общината е 10 030 души (към 2018 г.).
Общината е създадена в 1 януари 2017 г. Тя се състои от предшествуващите общини Мирабело и Сант'Агостино.